# 池田雅則
池田 雅則（いけだ まさのり）は、日本の法学者。専門は民法。筑波大学教授、名古屋大学教授を経て、成城大学教授。

## 人物・経歴
1987年三重大学人文学部（社会科学）卒業。1989年金沢大学大学院法学研究科法律学専攻修士課程修了。1994年北海道大学大学院法学研究科民事法専攻博士後期課程退学、北海道大学法学部助手。
1996年福島大学行政社会学部助教授。1997年博士（法学）（北海道大学）の学位を取得。2001年筑波大学社会科学系助教授。2005年筑波大学大学院ビジネス科学研究科教授。2014年名古屋大学大学院法学研究科教授。2019年成城大学法学部法律学科教授。

## 著書
- 『ドイツにおける知的財産担保制度の基礎的考察 : 流通・管理スキームとしての担保法理の一局面』知的財産研究所 2007
- 『社会の変容と民法の課題 : 瀬川信久先生・吉田克己先生古稀記念論文集』（松久三四彦, 後藤巻則, 新堂明子, 金山直樹, 大島梨沙, 水野謙と共編）成文堂 2018